# Tanhaçu
Tanhaçu là một đô thị thuộc bang Bahia, Brasil. Đô thị này có diện tích 1341,793 km², dân số năm 2007 là 31309 người, mật độ 15,9 người/km².